# 乌克兰的俄罗斯化

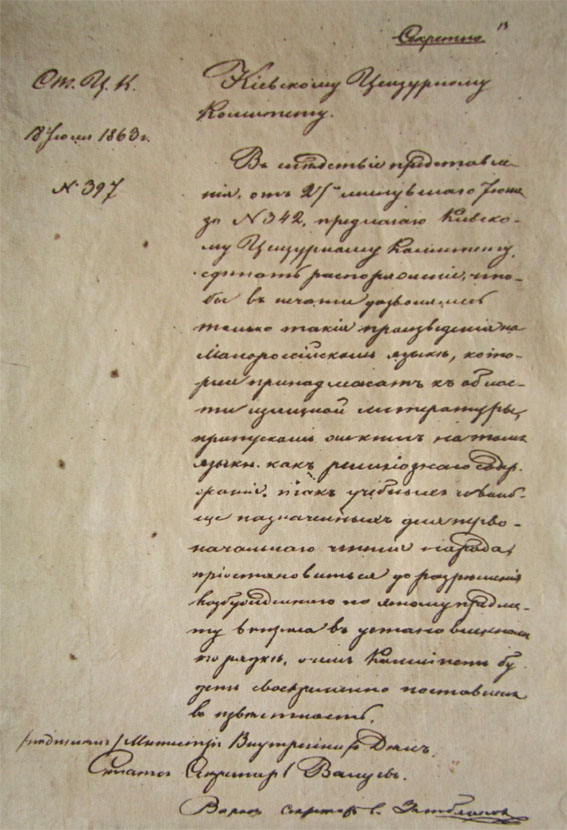
俄罗斯帝国内政部长发布的《瓦卢耶夫通告》指出，乌克兰语“从未存在、不存在、也不可能存在”。

乌克兰的俄罗斯化（羅馬化：Rusyfikatsiia Ukrainy，羅馬化：Rusyfikatsiya Ukrainy）是俄罗斯帝国和后来的苏联为加强俄罗斯在乌克兰的国家、政治和语言地位而采取的一系列法律、政策和其他行动。

## 俄罗斯帝国
沙俄吸引了不少行政、工業、或文化活動，並有從全西欧的科學家與技術人員來到東歐地區。
當時，奥斯曼帝国、匈牙利王国和波蘭立陶宛聯邦，都對烏克蘭有莫大的威脅。所以，哥萨克酋长国決定與沙俄簽署佩列亞斯拉夫條約來對付這些勢力。特別是沙俄在波爾塔瓦會戰的大勝之後，烏克蘭的自治與文化逐漸衰退，烏克蘭地區開始進行俄羅斯化。

### 彼得大帝時期
1720年，俄罗斯沙皇彼得一世颁布法令，下令清除在小俄羅斯印刷机构印刷的神学文献中的所有“小俄罗斯语言”（今烏克蘭語）。

### 叶卡捷琳娜二世

#### 哥萨克酋长国的整合
在通过政变帮助叶卡捷琳娜二世登上俄罗斯王位的人中，有帝国科学院院长、哥萨克酋长国的指挥官基里尔·拉祖莫夫斯基 ( Kirill Razumovsky )。酋长对哥萨克乌克兰的计划是全面的，包括加强其自治组织；酋长国的许多人都对叶卡捷琳娜二世的统治抱有希望，但很快他们就见识到了她对他们的政策。 

1762年秋天，在叶卡捷琳娜加冕几个月后，酋长国首府赫卢希夫的一位抄写员 Semen Divovych 创作了一首诗《俄罗斯与小俄罗斯之间的对话》。
伟大的俄罗斯：你可知你在和谁对话，或是你忘记了？毕竟我是俄罗斯：你忽略我了吗？小俄罗斯：我知道你是俄罗斯；我的名字与之一样。

你为何要恫吓我？我自己也在努力着、装出一副勇敢的面孔。

我没有服从俄国，而是服从叶卡捷琳娜，

在她的支持下，你从祖辈之地诞生了。

不要以为你是我的主人，你和我的君主皆同样。
一些历史学家认为这些段落表明，酋长国及其内部的人相信他们与俄罗斯帝国的联系不是通过一个共同的国家或祖国，而只是在名称和统治者方面相同。
1764年，凯瑟琳将拉祖莫夫斯基召至圣彼得堡，并免去他的酋长一职，后来以陆军元帅的职位补偿他。更重要的是，她不在设立酋长的职位。这是哥萨克的第三次也是最后一次清算，第一次是由彼得一世和安娜·约安诺夫娜共同完成的。叶卡捷琳娜又花了十年时间才完全废除了哥萨克酋长及其它的所有机构。

1764年2月，在哥萨克遭废除前几个月，叶卡捷琳娜写信给参议院总检察长、事实上的国家政治警察局长亚历山大·维亚泽姆斯基王子：
“小俄罗斯、利沃尼亚和芬兰是受确定特权管辖的省份，一次废除这些省是不恰当的。称他们为外国人并在此基础上与他们打交道是错误的——这简直是愚蠢。这些省份，以及斯摩棱斯克，应该尽可能温和地被俄罗斯化，这样他们就不会像狼一样盯着森林看。当哥萨克酋长从小俄罗斯废除后，应该尽一切努力从每个人的记忆中消除那个时期和酋长职位，更不用说提拔任何人担任那个职位了。”
叶卡捷琳娜先将酋长国变为一个省，然后划分为基辅、切尔尼戈夫和诺夫霍罗德-西维尔斯基副省。根据历史学家塞爾希·普洛希 的说法，“废除‘酋长’并逐渐消除其机构和军事结构，结束了几代乌克兰知识分子所臆想的大俄罗斯和小俄罗斯之间的伙伴关系和平等的概念。” 
完全并入俄帝国后，前酋长国的各省与俄国相形见绌，尽管他们保留了他们对原有家园的依恋，但哥萨克政体的军官阶层被整合（尽管困难重重）并被迫为全俄罗斯国家的利益服务。

#### 瓜分波蘭後
在1794-95年期間，經過波蘭立陶宛聯邦的柯斯丘什科起义與隨後的第三次瓜分波蘭之後，俄羅斯帝國成功把烏克蘭東部與中北部全部控制。唯一還沒控制的，是哈布斯堡君主國在第一次瓜分波兰後所取得的加利西亞東部。在1772年的瓜分，俄方用地理防衛為決定邊界的因素。但在1793與95年的瓜分，則沿用歷史性因素。
在第二次瓜分波兰後，叶卡捷琳娜二世命令創造一個帶有現時的俄羅斯國徽的圖像，就是一隻兩頭鷹，下面寫道：“凡被撕毀的，我必恢復”。
在寫“關於俄羅斯歷史的筆記”的時候，她提到基辅罗斯的歷史主張，並傳揚了“波蘭人為敵，烏克蘭人為兄”的觀點，尤其是當苏沃洛夫在1794年奪下華沙，這觀點更爲强烈。1792年12月，當叶卡捷琳娜二世決定支持第二次瓜分時，她寫道的目標是「從腐敗和壓迫的威脅，解放曾經屬於俄羅斯的土地和城鎮。這些地方是由我們的親屬所建立和居住的，並擁有與我們共同的信仰」。
諷刺的是，俄帝國所吞并的立陶宛，既不是東正教也不是斯拉夫民族，更不是曾經屬於基輔羅斯的土地。在俄方於第二次瓜分之後獲得的地方，只有30萬人是信奉東正教，但有200萬人是信奉東儀信仰。在第三次瓜分的土地，幾乎沒有任何東正教教徒。
1794年4月，葉卡捷琳娜發起一場運動，將人民都改爲信奉東正教。葉卡捷琳娜致新吞併領土總督的法令，比她代表她發出的牧函，更加明顯和直率地渴望能夠“合宜地剷除東儀信仰”。
葉卡捷琳娜已預料她的決定會帶來重大的抗議和騷亂，並期望總督能確保「避免任何騷亂與麻煩，讓信奉羅馬或東一教信仰的，完全不敢對改信東正教的人民，作出任何阻礙 、壓迫或冒犯。任何針對主流信仰 [指東正教]，並表明不會服從我們意志的，必應被視為刑事犯罪」。
1770-1790年代期間，烏克蘭西部和中部有超過3500座東儀教堂，被轉作為東正教堂。這傳揚東正教的行動，在右岸烏克蘭獲得莫大成功，到1796 年都已經除去了東儀教堂。然而，儘管受到政府與東正教會的壓力，白俄羅斯中部和沃里尼亞主要仍是信奉東儀基督教。到葉卡捷琳娜統治末期，仍有 140 萬烏克蘭人和白俄羅斯人屬於東儀基督教，由俄方控制以前的200萬只跌了不足三分之一。